# Ryszard Brysiak
Ryszard Brysiak (ur. 27 maja 1946 w Gliwicach) – polski piłkarz grający na pozycji pomocnika.

## Kariera piłkarska

### Wczesna kariera
Ryszard Brysiak karierę piłkarską rozpoczął w 1959 roku w juniorach Piasta Gliwice, skąd przeszedł do juniorów Motoru Lublin, w którym rozpoczął profesjonalną karierę. W sezonie 1965/1966 zajmując przedostatnie – 15. miejsce, spadł do III ligi. W 1967 roku z reprezentacją Lublina triumfował w Ogólnopolskiej Spartakiady Młodzieży w Łodzi, którego stawką był Puchar 1000-lecia Państwa Polskiego, którego także został wybrany najlepszym zawodnikiem. W sezonie 1967/1968 awansował z klubem do II ligi. Dzięki swoim znakomitym występom w latach 1967–1968 dwukrotnie znalazł się w 10 Najlepszych Sportowców Lubelszczyzny w plebiscycie Kuriera Lubelskiego (1967 – 6. miejsce, 1968 – 5. miejsce). Z klubu odszedł po rundzie jesiennej sezonu 1969/1970.

### Polonia Bytom
W rundzie wiosennej sezonu 1969/1970 bez porozumienia w działaczami Motoru Lublin, przeniósł się do Polonii Bytom, w barwach której 3 kwietnia 1971 roku w przegranym 1:2 meczu u siebie ze Stalą Mielec, zadebiutował w ekstraklasie. W sezonie 1972/1973 dotarł do finału Pucharu Polski, w którym Skromny nie grał, a jego klub 17 czerwca 1973 roku na Stadionie im. 22 lipca w Poznaniu przegrał po serii rzutów karnych (bezbramkowy remis po dogrywce) z Legią Warszawa. W sezonie 1975/1976 klub zajmując ostatnie – 16. miejsce, spadł z ekstraklasy, jednak w sezonie 1976/1977 wrócił do niej, po wygranej Grupy Południowej, a także awansował do finału Pucharu Polski, w którym nie grał, a jego klub 21 lipca 1977 roku na Stadionie Śląskim w Chorzowie przegrał 1:0 z Zagłębiem Sosnowiec. W sezonie 1977/1978 rozegrał 1 mecz – swój ostatni mecz w ekstraklasie, który miał miejsce 24 lipca 1977 roku w wygranym 3:0 meczu z Odrą Opole, w którym w 69. minucie zastąpił Czesława Bryłkę, po czym odszedł z klubu, w którym w ekstraklasie rozegrał 130 meczów, w których zdobył 15 goli.

### Dalsza kariera
Następnie wyjechał do Australii grać w polonijnym klubie – Cracovia Perth, w którym zakończył piłkarską karierę.

## Kariera reprezentacyjna
Ryszard Brysiak rozegrał 5 mecze w juniorskich reprezentacjach Polski oraz w 1969 roku w olimpijskiej reprezentacji Polski.

## Sukcesy

### Zawodnicze
Motor Lublin
- Awans do II ligi: 1968

Polonia Bytom
- Finał Pucharu Polski: 1973, 1977
- Awans do ekstraklasy: 1977

Reprezentacja Lublina
- Puchar 1000-lecia Państwa Polskiego: 1967

### Indywidualne
- Piłkarz Ogólnopolskiej Spartakiady Młodzieży: 1967